# Arsenal impérial ottoman
L'arsenal impérial (en turc ottoman : Tersâne-i Âmire) est la base principale et le chantier naval de l'Empire ottoman du XVIe siècle à la fin de l'Empire. Il était situé sur la Corne d'Or dans la capitale ottomane, Constantinople (Istanbul moderne).

## Étymologie
Les Turcs ottomans utilisaient le mot liman (du grec limēn ) pour désigner les ports en général, mais au XVe siècle, ils adoptèrent également et commencèrent de plus en plus à utiliser le terme tersane (souvent mal interprété comme tershane, incorporant le terme hane, "maison") de l'italien darsena, « chantier naval » — aussi à l'origine du français « arsenal » — qui à son tour dérive de l'arabe dār al-sināʿa .

## Histoire
Au cours de leur expansion, les Ottomans capturèrent un certain nombre de ports et de chantiers navals sur les rives de la mer Égée et de la mer Noire, tels que ceux d'Iznikmid (Nicomédie, Izmit moderne), Gemlik (Cius) et Aydincik (Kyzikos). La principale base navale et l'arsenal de la marine ottomane au début de la période se trouvaient cependant à Gallipoli, qui fut définitivement occupée par les Ottomans en 1377.
Après la chute de Constantinople en 1453, le sultan Mehmed II ( r. 1444-1446 ) établit un chantier naval impérial à travers la Corne d'Or de Constantinople proprement dit, dans l'ancienne banlieue génoise de Galata, probablement sur le même site que le vetus tersana génois ( « ancien chantier naval ») . Les travaux sur le nouvel arsenal furent achevés sous le règne du successeur de Mehmed Bayezid II ( r. 1481-1512 ), mais en hiver 1513/4 Selim I ( r. 1512-1520 ) débuta une extension majeure, pour laquelle 200 000 ducats furent alloués par le trésor. En plus des chantiers navals, des cales sèches couvertes furent construites pour faciliter l'entretien des navires de guerre pendant l'hiver. En 1515, avec 160 docks construits, l'arsenal de Galata avait dépassé Gallipoli et la principale base navale ottomane y avait été déplacée. Sur la carte de 1526 de Piri Reis, l'arsenal est représenté comme une ligne continue de docks bordant la rive nord de la Corne d'Or, de la porte d'Azab Kapisi aux environs de Haskoy. Le nom « Tershane » fut officiellement appliqué au chantier naval de Galata à peu près à la même époque.
En 1546-1549, Sokollu Mehmet Pacha construisit un petit entrepôt en pierre, avec un toit plat recouvert de plomb, derrière chaque quai, pour le stockage de l'équipement du navire et des matériaux de construction navale . Il mura aussi l'arsenal côté terrestre pour cacher son activité des regards indiscrets . En outre, durant cette période, l'arsenal contenait un entrepôt à rames, le « magasin des soixante-dix capitaines » abritant le matériel de 70 navires et sept autres entrepôts, les bureaux (divanhane) du Capitan pacha (amiral en chef), la tour de la poudrière, le donjon de Sanbola, le pavillon Cirid Meydan, les portes de Şahkulu et le port de Meyyit. En 1557, l'arsenal comptait 123 docks. À la suite de la destruction de la flotte ottomane lors de la bataille de Lépante (1571), l'Arsenal impérial fut largement rénové, avec huit nouveaux chantiers navals construits à l'intérieur des terres, entourant le jardin royal (a bahçe). À la fin du XVIe siècle, deux grands entrepôts avaient été construits : l'entrepôt de Kurşunlu, pour les matériaux de construction navale et de gréement et d'autres équipements de navire, et un entrepôt pour le bois.
Au milieu du XVIIe siècle, le nombre de docks passa à 140. À son apogée aux XVIe et XVIIe siècles, l'Arsenal impérial fut une entreprise industrielle majeure, avec des cales sèches, des chantiers navals, des entrepôts, une filature pour faire des cordages, et des fonderies de fer (pour faire des ancres), complétées par des bâtiments publics, compris mosquée, fontaines, hôpital et prison, tous regroupés dans la Corne d'Or. Néanmoins, le XVIIe siècle le voit décliner : en 1601 le chantier naval compte 3 524 employés mais ce nombre diminue régulièrement pour atteindre 726 en 1700. Au cours de cette période, une quantité croissante de travaux fut effectuée par d'autres chantiers navals. Ce qui fut facilité par le fait que les galères, qui constituaient l'essentiel de la marine ottomane jusqu'à la fin du XVIIe siècle, pouvaient être construites par n'importe quel charpentier de marine qualifié. Par conséquent elles furent fréquemment construites dans les provinces sur des sites côtiers ou fluviaux, et ne furent amenées à l'Arsenal impérial que pour être équipées.

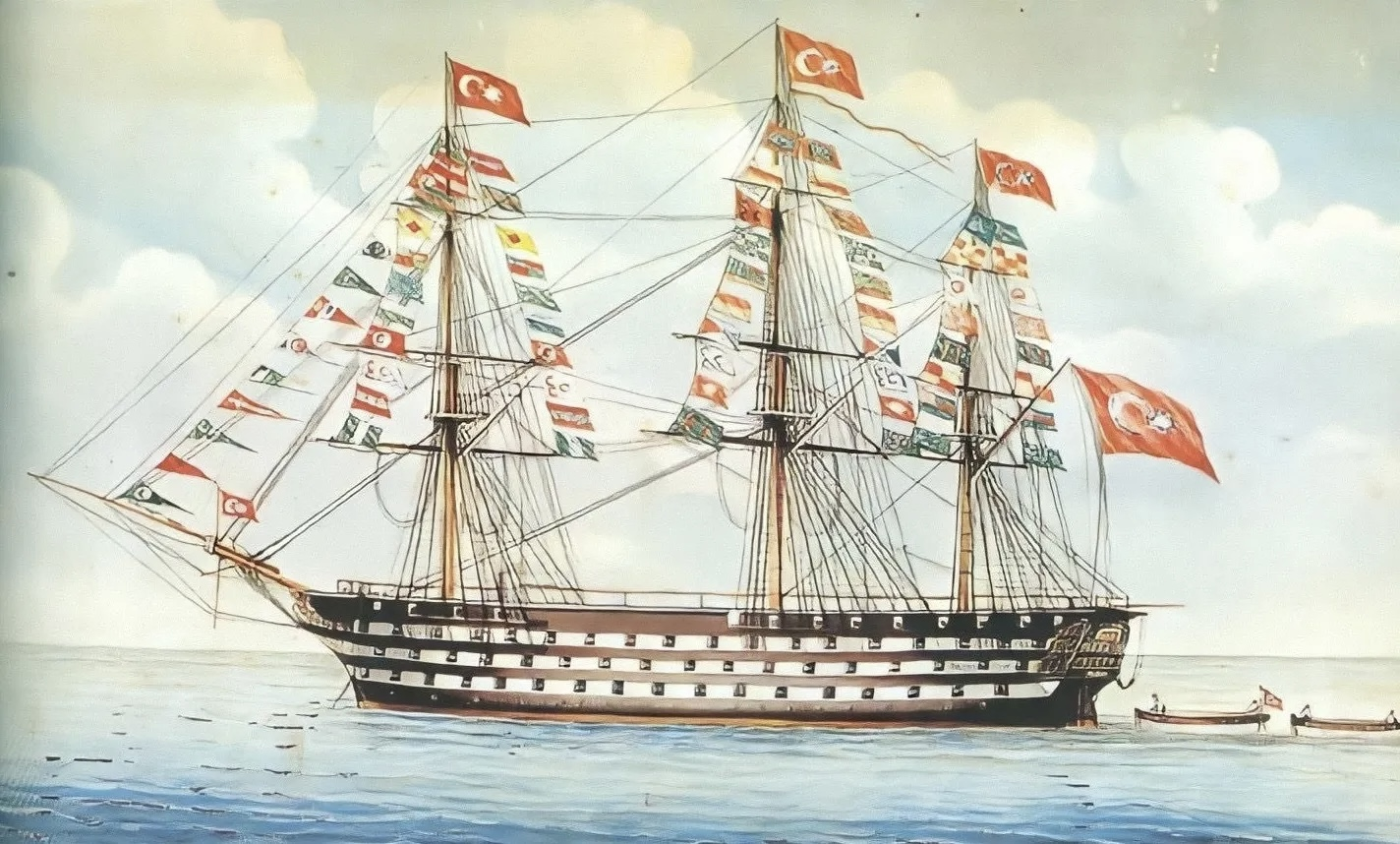
Mahmudiye (1829), construit par l'Arsenal impérial, pendant de nombreuses années le plus grand navire de guerre du monde

Avec l'introduction des galions à la fin du XVIIe siècle, et plus tard des navires à vapeur et des cuirassés, cela ne fut plus possible, et les efforts de construction navale de l'Empire se concentrèrent dans l'Arsenal impérial de Galata.
Cependant, durant le XVIIIe siècle les navires de guerre construits à cet endroit ne furent pas de grande qualité, comme démontré lors des confrontations avec la marine russe impériale pendant la guerre russo-turque de 1768-1774 .Cela qui entraîna une autre série de réformes sous le Kapudan Pacha Cezayirli Gazi Hasan Pacha, compris la création d'une école d'ingénierie navale en 1775/6 (Hendese Odası, plus tard le Mühendishane-i Bahr-i Hümâyûn) . Parallèlement, des experts navals français furent appelés à enseigner aux charpentiers ottomans de nouvelles techniques : les ingénieurs Le Roi et Durest, et, en 1793, Jacques-Balthazard le Brun, qui construit plusieurs navires pour le sultan Sélim III ( r. 1789-1807 ) ,. De plus, un hôpital moderne fut construit au sein de l'Arsenal en 1805, suivi de la première académie médicale (Tibhane) en 1806. Une grande cale sèche pour l'entretien des navires modernes de la ligne fut construit en 1797-1800, un deuxième en 1821-1825 et un troisième en 1857-1870.
En 1838, sous les auspices de l'Américain Foster Rhodes, l'Arsenal impérial produisit son premier navire à vapeur. Sous le règne d'Abdülmecid I ( r. 1839-1861 ), l'Arsenal impérial déclina par négligence et sous-investissement ; Abdülmecid lança un programme d'investissement massif qui modernisa non seulement l'arsenal impérial mais aussi les chantiers navals d'Izmit et de Gemlik.
Aujourd'hui, les installations continuent leurs opérations sous le nom de Haliç Tersaneleri (tr) (« Chantiers navals Haliç [Corne d'or] »). Ces chantiers navals sont trois installations distinctes : Les chantiers navals « Haliç », « Camialtı » et « Taşkızak ».

## Administration
L'Arsenal impérial fut sous la supervision directe du Kapudan Pacha, et son administration fut dirigée par trois fonctionnaires : le kethüda, l' agha et lemin . Lemin était le chef des finances, et donc le fonctionnaire le plus important ; son personnel tenait les inventaires et les registres de tous les établissements de l'Arsenal et était responsable des dépenses. Il y avait aussi un bureau d'enregistrement supplémentaire avec un reis ("chef") de l'Arsenal, un reis du port, le çavuş de l'Arsenal et des surintendants des registres. Les directeurs étaient généralement affectés pour deux ans et étaient bien payés, à 5 000 akçes. Le secrétaire du chantier naval - le chef du service comptable - était également responsable devant le defterdar (l'un des ministres du Trésor). Les dossiers étaient conservés dans le système Merdiban. Des comptes spéciaux étaient tenus pour le bois (essentiel dans tous les aspects de la construction navale) ainsi que pour les esclaves et les forçats (qui étaient traités comme une ressource, travaillant soit au chantier naval, soit comme rameurs sur les navires) . De nombreux matériaux furent achetés dans d'autres parties de l'empire; corde d'Egypte, poix de Thrace, quincaillerie de Bulgarie.
À l'ère de la voile (fin du XVIIe au milieu du XIXe siècle), le surintendant, le trésorier et le scribe de chaque navire furent également considérés comme faisant partie du corps des officiers, tandis que les « capitaines, marins, contremaîtres, messagers, charpentiers, calfats, rameurs, forgerons, réparateurs, spouleurs, remorqueurs, fabricants de grenades, gardes et retraités composèrent les nombreux gens du commun de l'Arsenal.
Dans le cadre des réformes militaires de Selim III, le tersane emini fut remplacé en 1804 par le ministère des Affaires navales (Umur-ı Bahriye Nezareti ), tandis qu'un département financier et une trésorerie modernes furent créés pour l'Arsenal l'année suivante. En 1845, le ministère séparé de l'Arsenal impérial ( Tersane-i Amire Nezareti ) fut également créé.